# Masakazu Koda
Masakazu Koda (Ehime, 12 september 1969) is een voormalig Japans voetballer.

## Carrière
Masakazu Koda speelde tussen 1988 en 2003 voor Sanfrecce Hiroshima, Vissel Kobe, Yokohama FC en Ehime FC.